# 穀田慎也
穀田 慎也（こくた しんや、1974年11月30日 - ）は、山梨放送（YBS）の元アナウンサー。宮城県黒川郡富谷町（現・富谷市）出身、日本大学卒業。

## 略歴
1998年4月に山梨放送に入社。アナウンサー時代は主にニュース番組を担当していた。また、ラジオ番組の代理を務めることも多かった。2001年から2003年3月まで報道部の記者としてスポーツを伝えていたこともある。2008年4月より記者となるが、アナウンサー時代に担当していたYBSワイドニュースの土曜版には引き続きキャスターとして出演し続けた（2010年3月まで）。その後テレビ制作部に異動し、山梨スピリッツ、ててて!TVなどを担当。その後、ラジオ局ラジオ営業企画部長を歴任。2024年4月にビジネス推進部部長に就任した。

## エピソード
2016年、担当番組「ててて!TV」内コーナーで山梨県北杜市にある「ひまわり市場」を取り上げたことがきっかけで、民間放送教育協会の番組日本のチカラ「ＰＯＰに命を吹き込め！ ～八ヶ岳のスーパー奮闘日記～」の企画・制作に至った。番組はテレビ朝日では2017年7月9日に放送された。

## 出演

### ラジオ
- 日曜名物 大柴堅志のらじおじサンデー
- YBSニュース・アップ!
- YBSラジオニュース

### テレビ
- 山梨の朝
- 子育て日記（2006年）
- YBSニュース
- YBSワイドニュース  - 土曜日担当
- YBSニュース深夜便